# Соціал-демократична Платформа
Соціа́л-демократи́чна Платфо́рма, також СД Платфо́рма, СДП — українська громадська організація, в основі якої лежить ідеологія політичного лівоцентризму та прогресивізму (а саме — соціал-демократії), а також — принципах  євроантлантизму (євроінтеграції України). 
Заснована 15 грудня 2012 року в місті Києві. Представлена регіональними осередками в дев'яти областях України. Географія діяльності охоплює усю країну Засновниками є Богдан Ференс, Катерина Везєлєва (Задоєнко), Олена Луканюк та Ігор Ільтьо.
Функціонує на принципах свободи, справедливості, рівності та солідарності. Основним пріоритетом діяльності є створення нової якості політичного життя в Україні з метою подолання розривів між багатими та бідними, боротьба з безробіттям та популізмом, відстоювання соціальної справедливості, права на гідну працю та сталий розвиток.

## Історія

### 2012—2022 роки
Організація розпочала процес формування з проведення низки ініціативних зустрічей в переважній більшості областей України наприкінці 2012 року. Філософія побудови комунікації «знизу догори» (grassroots) залучила регіональні молодіжні організації та окремих місцевих активістів.
Серед основних причин створення СДП були:
- відсутність впливових «ідейних» партій та об'єднань, які б були прихильниками соціал-демократичних цінностей та мали спроможність проводити ефективну політику на користь добробуту громадян та держави[11];
- по суті, СД Платформа стала відповіддю на перетворення партій лівоцентристського спектру в Україні на типові політичні проєкти «під лідера», або «під олігарха», що мало місце в 2000—2010 роках;
- бажання молодих активістів різних громадських організацій та рухів зробити свій внесок у зміну існуючої ситуації, за якої на політичній карті України представлені лише партії великого капіталу[12] та іміджеві політичні проєкти[13];
- суспільний запит на існування в Україні нової якості політики[14][15].

На парламентських виборах у 2019 році співзасновник організації Богдан Ференс балотувався за 214 мажоритарним виборчим округом (Дніпровський район міста Києва) як самовисуванець. За результатами голосування на виборах 21 липня посів 16-те місце з 22-х кандидатів та набрав 403 голоси (0,52% від усіх). 

### СД Платформа після російського повномасштабного вторгнення
У 2022 році Європейська СД Платформа рішуче засудила повномасштабне вторгнення Росії на територію України, а її делегація на чолі з головою СД Іратче Гарсією приїхала в Київ на зустріч з Президентом України Володимиром Зеленським. Вона запропонувала свій проект допомоги Україні та санкцій проти Росії, а саме:
- Якнайшвидша заборона російського викопного палива, а також термінові інвестиції та відданість стійким енергетичним рішенням та енергетичній незалежності ЄС;
- Підтримка біженців і країн, які приймають велику кількість біженців, таких як Молдова та сусідні країни-члени ЄС;
- Підтримка ЄС для допомоги українській владі отримати докази військових злочинів і заклик до створення спеціального міжнародного трибуналу для розслідування та судового переслідування злочину агресії, вчиненого російським керівництвом проти України;
- Підтримка України як країни-кандидата на членство в ЄС як політичний символ підтримки народу України, підкреслюючи, що членство в ЄС вимагає від країн-кандидатів виконання встановлених критеріїв та умов;
- Заклик до встановлення правового режиму, який би дозволив використовувати державні російські активи, заморожені ЄС, з метою відновлення України;
- Посилення дій ЄС для подолання соціальних та економічних наслідків війни в Україні, включаючи Пакет соціальної стійкості для надання адресної підтримки найбільш уразливим верствам населення;
- Більше уваги до особливого становища жінок і дітей (з Пакетом захисту дітей), як в Україні, так і за її межами, а також пропозиції щодо конкретної підтримки;
- Дипломатичні дії для захисту сусідніх країн від війни;
- Зусилля щодо протидії російській дезінформації;
- Заходи сприяння більшій стратегічній автономії ЄС;
- Невідкладна робота з вирішення проблем продовольчої безпеки та пом’якшення впливу на світове постачання основних культур, кормів і добрив;
- Жорсткі, безпрецедентні санкції проти Росії – спрямовані проти ключових секторів її економіки та політичних еліт у тісній співпраці з партнерами, включаючи США, Великобританію, Канаду, Австралію та Японію;
- Санкції проти Білорусі та Ірану у відповідь на їх участь в загарбницькій війні Росії.

Українська СД Платформа заявила, що Україна має вирішити проблеми свого пострадянського минулого, олігархії, внутрішньої корупції та, в першу чергу, наслідків поточної російської агресії. 
У 2024 році в річницю початку російського вторгнення в Україну, лідер СД Платформи в Україні Богдан Ференс від імені самої організації разом з лідерами Європейської СД Платформи Енріке Лопесом Хуардо та Софі Амалі Стейдж написали спільну заяву європейському комісару з питань з питань міжпоколінньої справедливості, молоді, культури та спорту Глену Мікалефу[англ] щодо ситуації з молоддю в Україні на тлі війни Росії проти України. 

## Структура
Соціал-Демократична Платформа протягом трьох років проводить діяльність на основі горизонтальної, «мережевої» структури, зі своїми плюсами:
- уникнення бюрократизації;
- створення комунікативної платформи за горизонтальним принципом;
- формування стратегії організації через ініціативність активістів та регіональних осередків.

Форум СД Платформи є заключним зібранням активістів з усіх регіонів України у кінці кожного року. Головна мета зустрічі: звіт за рік діяльності, визначення пріорітетів діяльності на майбутні 2 роки.
На щорічному Форумі «Формуй тренд. Будь з #СД», який відбувся у грудні 2015 р., було визначено функціональну та регіональну складову поточної структури СДП, схвалено склад регіональних координаторів та координаторів за напрямками роботи. Виконавчим органом об'єднання є Координаційна рада Платформи.

## Основні напрямки діяльності

### Молодіжна політика
СД Платформа координує низку тривалих суспільних ініціатив, що стосуються проблем молодіжної політики в Україні: «Молодь. Наше слово», «Молодь. Наш голос» та СД-Клуб (#sd_club). Крім цього, представники СД Платформи відстоюють інтереси молоді в слуханнях, круглих столах, нарадах та конференціях, що організовуються органами державної влади відповідальними за молодіжну політику в Україні.
Основною ціллю подібних ініціатив є:
- Згуртування представників молодіжного середовища України навколо вирішення власних проблем;
- Активізація участі молоді в громадському та політичному житті України;
- Неформальна освіта для представників молодіжного середовища;
- Донесення голосу молоді до органів державної влади в Україні[30][31].

### Молодь. Наше слово
«Молодь. Наше слово» — комунікативна платформа, що розроблена з метою створення відкритого простору для обговорення та вирішення соціальних проблем молоді. Старт кампанії відбувся 29 вересня 2014 році у Києві в період відсутності чіткого усвідомлення громадськістю питання соціальної несправедливості, доступу до якісної освіти, отримування свою першого робочого місця, і житла. В ініціативі беруть участь представники політичних партій та організацій, органів виконавчої (місцевої) влади, профспілок, студентських та молодіжних рухів, експертне середовище.  Загалом за 2014—2016 рр. було організовано 9 зустрічей у Києві, Харкові, Миколаєві, Вінниці, Одесі, Кропивницькому, Полтаві та Кам'янці-Подільському. У липні 2016 року ініціатива відбудеться у Дніпрі.
Представлення ідей учасниками дискусії укладається в творчу формулу «7 слайдів, 7 тез, 7 хвилин». Темами ініціативи є: «Вірус безробіття. Чи є вакцина?», «Освіта. Інструмент чи формальність?», «Соціальна інтеграція молоді».

### Молодь. Наш Голос
«Молодь. Наш голос» — кампанія, що стартувала у вересні 2015 року, напередодні місцевих виборів в Україні та тривала до їх завершення 15 листопада. Основним її змістом було втілення трьох пунктів:
- Доступ — підтримка молодих кандидатів на місцевих виборах.
- Залучення — підвищення явки молоді на виборах.
- Протидія популізму.

### Боротьба з популізмом #beatpopulism
5 жовтня 2014 року СД Платформа розпочала безстрокову інформаційну соціальну кампанію, направлену на дослідження, донесення до громадськості та пошуку методів протидії загрозам що несе із собою політичний популізм. Головний слоган кампанії — «Популізм вбиває!».
Метою кампанії є привернення суспільної уваги до довгострокових проблем, які несе із собою політичний популізм, на оперативному рівні результатом є вироблення «детекторів популізму», які б могли бути використані громадянами України як під час виборів «Голосуй свідомо», так і в повсякденному житті «Ідентифікуй популіста». В рамках кампанії було проведено декілька відео-опитувань щодо проблеми популізму серед звичайних людей на вулицях Києва та декількох інших міст України, публічні лекції та тренінги по недопущенню та протидії цьому явищу.
Складовою #beatpopulism була ініціатива «Молодь. Наш голос» під час місцевих виборів 2015 року. Активісти збирали та висвітлювали в соціальних мережах інформацію про обіцянки кандидатів та політичних сил, що балотувалися до місцевих рад, які абсолютно не відповідали повноваженням місцевих органів самоврядування в Україні.

### Співпраця з профспілками
З 2015 року розпочата співпраця із профспілками в форматі СД Кампусу (#SD_Campus): «Соціал-демократія. Профспілки. Ініціативи. Курс на оновлення країни» та «Оновлюємо країну. Формуємо моду на працю». В основі формату лежить поєднання теоретичних та практичних кейсів за участі іноземних тренерів, спікерів та експертів, що дозволяє поглибити вже існуючі знання активістів щодо соціал-демократії, громадської активності, профспілкового функціонування, а також напрацювати інструменти для практичного використання у майбутньому.
В кожному з Кампусів взяли участь по 50 активістів та керівників громадських і профспілкових організацій з усієї України. Влітку 2016 року планується Другий Літний СД Кампус.
Окрім цього експерти СД Платформи виступають модераторами, тренерами та спікерами профспілкових заходів.

### #Must Have: Гідна робота
Безстрокова кампанія #Must Have: Гідна робота стала реакцією СД Платформи на ухвалення в першому читанні проекту Трудового Кодексу (наприкінці 2015 року), який є нео-ліберальним за своєю ідеологією та, зокрема значно обмежує права найманих працівників та профспілок у порівнянні із діючим «Кодексом законів про працю» (1971 р.). СД Платформа зібрала практики Європейських країн з питань забезпечення першого робочого місця для молоді, справедливої оплати праці найманим працівникам та гарантії діяльності профспілок та розпочала інформаційну кампанію щодо поширення цих прикладів з метою формування критичної маси лобістів для захисту прав найманих працівників, що б стали представниками від громадськості для лобіювання відповідних положень майбутнього Трудового Кодексу під час прийняття рішень. В рамках кампанії відбуваються заходи в різних форматах, а також аналітичний супровід (колективні листи-звернення, аналітичні статті тощо).
Разом з профспілками СД Платформа, в квітні 2016 року, провела Форум «Людина праці: Тренд чи рудимент?». Під час форуму обговорювались гострі питання соціальної справедливості, значення гідної праці, боротьби за конституційні, соціальні та трудові права працівників, необхідності та важливості солідарності людей праці, єдності у відстоюванні інтересів трудівників у відносинах з державою та роботодавцями.

### SD_View
В рамках співпраці із Інститутом демократії та соціального прогресу, СД Платформа проводить інформаційно-роз'яснювальну роботу по актуальних політичних проблемах в Україні експертного погляду. Для цього на офіційному каналі Youtube відкрито кампанію SD_View де експерти Інституту Демократії та соціального прогресу, а також активісти СД Платформи можуть поділитись своїми думками щодо актуальних тем.

### Курс європейського політика та СД кампуси
Після повномасштабного російського вторгнення ГО почала займатися євро-інтеграційною молодіжною та просвітницькою діяльністю, а саме: розробила та проваджує «курс європейського політика» по навчанню молодих людей цінностям та практикам Європейського союзу, а також, можливості стажуванні у Європейському парламенті, а також, літні СД кампуси, де проводять програми по європейському лідерстві та програми повоєнного відновлення України на засадах соціал-демократії. 